# Franco Bordoni Bisleri
Franco Bordoni, noto come Franco Bordoni-Bisleri e soprannominato Robur (Milano, 10 gennaio 1913 – Chiavari, 15 settembre 1975) è stato un militare, aviatore, pilota automobilistico e imprenditore italiano.
Era un pilota della Regia Aeronautica, decorato al valor militare e corridore automobilistico. 
Durante la seconda guerra mondiale gli furono accreditati 19 aerei abbattuti tra Bristol Blenheim (quattro), Hawker Hurricane, Curtiss P-40 (sei), B-26 e B-17 "Fortezze volanti" (sei). Le sue vittorie sono state conseguite ai comandi del biplano Fiat C.R.42 e dei monoplani Macchi M.C.202 ed M.C.205.

## Biografia
Franco Bordoni-Bisleri nacque a Milano da Olga Bisleri e Adalgiso Oreste Bordoni, industriale vetraio di nota famiglia. Suo nonno era Felice Bisleri (1851-1921) che aveva creato il marchio dell'amaro Ferro China Bisleri, il cui logo era un leone rampante e la scritta "Robur" che divenne il suo soprannome, dipinto sulla maggior parte degli aerei da lui pilotati. 
Franco studiò al Collegio San Carlo una delle scuole private più esclusive della sua città natale. Ancor prima di diplomarsi aveva già raggiunto una certa notorietà come pilota di auto da corsa. Divenne pilota civile nel 1936, ma non riuscì a superare la visita medica per arruolarsi nella Regia Aeronautica a causa di una stenosi nasale. Riuscì, tuttavia, ad ottenere uno speciale permesso, rilasciato dalle autorità militari, che gli permetteva di partecipare ad attività militari. Grazie a questa licenza, nel 1937 fu assegnato alla Scuola di Bombardamento, e, in seguito, allo Stormo "Egeo". Infine ottenne il grado di sottotenente nel 3º Stormo Caccia nel 1938 e fu congedato. Fu richiamato in servizio nel giugno 1940, quando l'Italia dichiarò guerra alla Francia, ed assegnato alla 95ª Squadriglia del 18º Gruppo caccia, sempre nel 3º Stormo, equipaggiato con i C.R.42 e basato sull'Aeroporto di Albenga. 
Nel settembre del 1940, il suo Gruppo, il 18º, fu aggregato al 56º Stormo ed inviato, il mese seguente, con il Corpo Aereo Italiano, in Belgio, per partecipare alla fase finale della Battaglia di Inghilterra. Qui si ritrovò gomito a gomito con altri futuri assi della Regia come Luigi Gorrini e Giuseppe Ruzzin, ma non fu coinvolto in combattimenti.

## Nord Africa
Dopo il suo ritorno in Italia, fu inviato con il 3º Stormo in Libia. Qui, sempre in forza alla 95ª Squadriglia, il 10 marzo 1941 decollava su allarme con il Maresciallo Felice Longhi, dall'aeroporto di Uadi Tamet (ad ovest di Sirte), per intercettare un Bristol Blenheim britannico. Dopo un inseguimento di più di 100 km, a settemila metri, l'aereo inglese veniva finalmente abbattuto. Era la sua prima vittoria aerea, ma per alcuni autori fu ottenuta in collaborazione con Longhi o è da attribuire al maresciallo. 

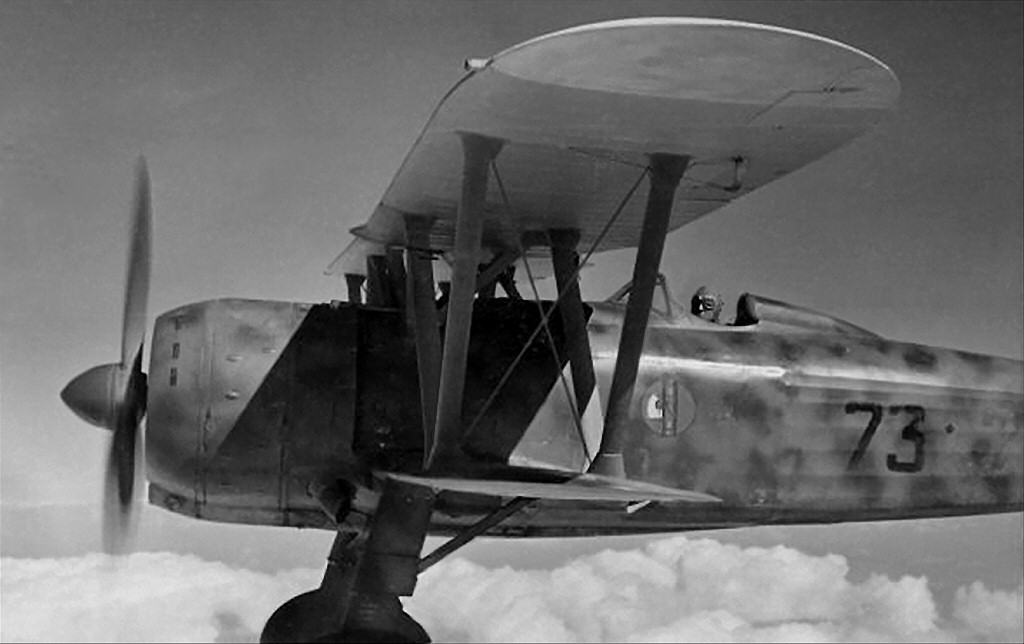
Un Fiat C.R.42 della Regia Aeronautica. Pilotando uno di questi agilissimi biplani della Fiat, Bordoni il 10 marzo 1941, otteneva la sua prima vittoria aerea, abbattendo un Bristol Blenheim britannico, dopo un inseguimento di più di 100 km, a settemila metri di quota.

Il 14 aprile, un mese dopo, pilotando un C.R.42, attaccava - insieme a dei Fiat G.50 del 155º Gruppo Aut. C.T. - gli Hawker Hurricane Mk.1 del Fighter Squadron 73 che a loro volta si erano lanciati sugli Junkers Ju 87 Stuka in azione sulla baia di Tobruk. Ne seguiva un breve ma violento combattimento aereo, durante il quale, Bordoni-Bisleri abbatteva l'Hurricane del Pilot Officer Lamb. Secondo altri autori Bisleri abbatté l'Hurricane Mk. I V7553 "TP-E" del Flight Sergeant Herbert Garth Webster (RAF No. 519739), che restò ucciso.
La mattina del 17 aprile, partiva di nuovo su allarme - sempre su Fiat C.R.42 - ed intercettava un Bristol Blenheim, che aveva attaccato l'aeroporto di Derna (Aeroporto di Martuba) e lo abbatteva a 40 chilometri ad est della località africana.
Il 2 giugno, Bordoni-Bisleri abbatteva altri due Blenheim, vicino a Bengasi, dopodiché venne promosso tenente. 
"Nel 1941 - ricordava, dopo la guerra - il C.R.42 era un buon aereo, facile da pilotare, robusto e maneggevole, ma non aveva sufficiente velocità ed armamento. Era possibile combattere contro i Gladiator, i Blenheim ed i Wellington, ma contro altri aerei, era completamente surclassato."
Rimpatriato in agosto, il 18º Gruppo veniva riequipaggiato con i G.50, ma, quando venne spostato in Grecia, era già stato dotato di Macchi M.C.200. Nel corso di questo servizio operativo, tuttavia, il gruppo non incontrò nessuno aereo nemico. Nel luglio 1942, tornò in Nord Africa con il 18º Gruppo, di nuovo inquadrato nel 3º Stormo, per sostenere l'ultima offensiva dell'Asse. La sua unità veniva utilizzata soprattutto in attacchi al suolo.
All'inizio dell'ottobre 1942, il 3º Stormo iniziava a ricevere i primi Macchi M.C.202 come rimpiazzi per i M.C.200 perduti e il numero degli abbattimenti di Bisleri cominciò a salire. Tra il 20 di quel mese ed il 7 novembre abbatteva sei Curtiss P-40 ed un Douglas Boston, quest'ultimo sopra Fuka (Aeroporto militare di Sidi Haneish). In effetti, quel giorno gli Alleati persero un Martin 187 Baltimore su El Daba (180 km ad ovest di Alessandria d'Egitto) ed un Martin Maryland del 203 Squadron, uno dei quali potrebbe essere l'aereo rivendicato da Bordoni-Bisleri.

Un Macchi M.C.202 nel Museo Storico dell'Aeronautica Militare a Vigna di Valle - Pilotando questo eccellente caccia, tra il 10 ottobre ed il 7 novembre 1942, l'asso del 3º Stormo abbatteva sei Curtiss P-40 ed un Douglas Boston.

Il 26 ottobre, in particolare, Bisleri, con altri undici piloti del 3º Stormo e sette del 4º, attaccava una grande formazione di trenta Curtiss P-40 Kittyhawk e diciassette Supermarine Spitfire, di scorta a dodici Boston e sei Baltimore, nell'area di Fuka ed El Daba. Bordoni dichiarò l'abbattimento di uno dei P-40 della Desert Air Force, che si schiantò durante un atterraggio di emergenza a 15 km a sud-est di Fuka, probabilmente quello pilotato dal Flying Officer J. G. Meredith che però, secondo altre fonti, fu vittima del Tenente Vittorio Squarcia (73ª Squadriglia).
Bisleri abbatté un altro P-40, il 30 ottobre, sulla Depressione di El Qattara, nell'area di El Alamein, mentre tornava da un volo di ricognizione.
Il 1º novembre, con il suo gregario, Tenente Roberto Caetani, attaccava 15 P-40 sulla strada Sidi el Barrani-Marsa Matrouh. Bordoni-Bisleri abbatté due P-40 e Caetani un altro. Per questa impresa i due furono decorati con la Medaglia d'argento al valore militare (la terza, per Bordoni-Bisleri).
Tre giorni dopo, il 4 novembre, Bordoni-Bisleri, con il Capitano Mario Pinna della 74ª Squadriglia e il Sergente Maggiore Francesco Cuscunà della 75ª Squadriglia caccia intercettarono tre P-40 Kittyhawk. Vicino al loro aeroporto di Abu Smeit, Bordoni-Bisleri abbatté un caccia Curtiss che, istanti prima, aveva colpito Pinna, ferendolo gravemente e costringendolo a lanciarsi con il paracadute.
Ironia della sorte, dopo essere uscito incolume da tanti combattimenti aerei, Bisleri si feriva in un incidente automobilistico il 19 novembre e venne rimpatriato su una nave ospedale.

## Italia
All'inizio dell'estate ottenne, dal comandante Tito Falconi, uno dei tre Macchi M.C.205 "Veltro" assegnati al 3º Stormo (gli altri due vennero affidati all'asso Luigi Gorrini e al maresciallo Guido Fibbia) ed il 30 luglio 1943, pilotando il suo M.C.205, con altri piloti del suo Gruppo, intercettava nel cielo di Roma una formazione di B-17 Flying Fortress, scortata da P-38 Lightning. Bordoni-Bisleri abbatteva uno dei quadrimotori da bombardamento americani (vittoria numero 13) sopra Pratica di Mare (secondo alcune fonti questa vittoria fu ottenuta con la collaborazione del Sergente Mantelli), sparando 800 colpi da 12,7 mm. 

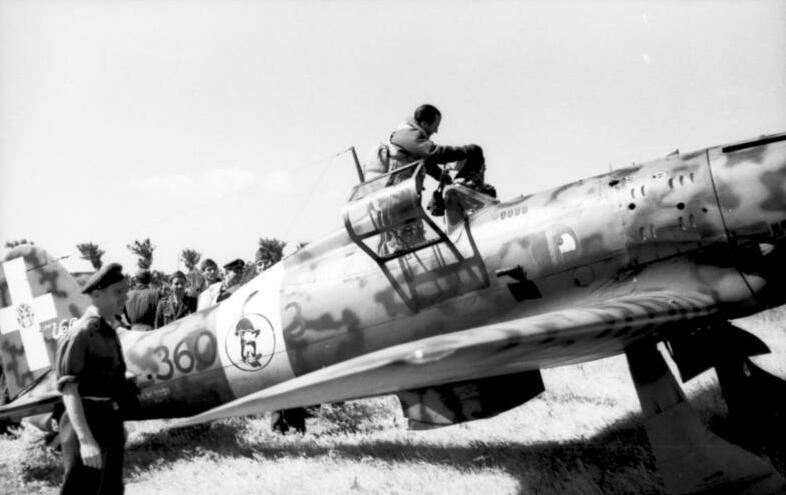
Un Macchi M.C.205 della Regia Aeronautica. Ai comandi del "Veltro" Bordoni ottenne numerose vittorie durante l'estate 1943.

Nel corso di due altre missioni di combattimento, l'11 agosto, faceva precipitare altri due B-17. Il primo cadde in mare, al largo di Civitavecchia, e il secondo fu abbattuto da 8 500 metri e precipitò a nord-est del lago di Bracciano.
Ai comandi di uno dei Macchi M.C.202 ancora in dotazione al 3º Stormo, il 19 agosto rivendicava l'abbattimento di un B-26 Marauder al largo della costa di Ostia, vicino a Roma. Il giorno seguente veniva promosso comandante dell'83ª Squadriglia e il 21 agosto, sempre ai comandi di un 202, sparando 630 colpi da 12.7 mm faceva precipitare un B-17 vicino alla stazione di Pomigliano d'Arco, mentre si aprivano tre paracadute. 
Il 5 settembre 1943, tre giorni prima dell'armistizio di Cassibile, ai comandi di un Macchi M.C. 205, faceva precipitare il suo settimo bombardiere americano, un B-17, al largo di Civitavecchia. Era la sua ultima vittoria aerea. Concluse il conflitto con 19 abbattimenti accreditati. "Dodici sulla Libia e gli ultimi sette erano bombardieri americani."

## Dopo la guerra
Nell'immediato dopoguerra, Bordoni-Bisleri divenne presidente dell'industria di famiglia e presidente dell'Aero Club di Milano. Continuò a gareggiare con le automobili sportive, diventando uno dei più quotati piloti dilettanti europei, guidando soprattutto Maserati, contraddistinte dal logo Robur, con un leone rampante, lo stesso riportato sulle etichette del liquore. Vinse nel 1953 il campionato italiano vetture sport.
Il 15 settembre 1975, Bisleri rientrava, dopo aver incontrato Papa Paolo VI a Roma, nel corso di una commemorazione di paracadutisti, organizzata dall'Aero Club di Milano di cui era presidente. Sul SIAI Marchetti F.260 da lui pilotato, erano il figlio di 10 anni, Francesco Bordoni, detto Franchino, e un amico, Gianni Allegri. Vicino a Chiavari, in Liguria, l'aereo di Bisleri si ritrovò a volare in pessime condizioni meteorologiche e precipitò sul monte Anchetta. Tutti gli occupanti perirono nello schianto. "Robur" aveva allora 62 anni.
La sua morte trovò una larga eco sulla stampa, anche se poco fu scritto del suo passato di "asso" della Regia Aeronautica. Assieme al figliolo, raggiunse i genitori e i parenti paterni nell'edicola Bordoni al Cimitero Monumentale di Milano.